# Stylidium induratum
Stylidium induratum este o specie de plante dicotiledonate din genul Stylidium, familia Stylidiaceae, ordinul Asterales, descrisă de Munro Briggs Scott. Conform Catalogue of Life specia Stylidium induratum nu are subspecii cunoscute.